# كهف غوري
كهف غوري (Gourie Cave) هو كهف نهري كبير يقع في أبرشية مانشستر في غرب وسط جامايكا. يبلغ ارتفاعه 3505 مترًا وهو أطول كهف معروف في الجزيرة. إنهُ معرض للفيضان.